# Jacques Émile Ruhlmann
Jacques Émile Ruhlmann (28 de agosto de 1879 en París-1933) fue un famoso diseñador de mobiliario y decorador de interiores francés, una luminaria del estilo art déco en la década de 1920. Tras la muerte de su padre, Ruhlmann se hizo cargo de la empresa familiar de decoración en 1907. Desde 1911 mostró su mobiliario exquisitamente elegante y objetos de decoración en el París Salons d'Automne. Las piezas de Ruhlmann fueron invariablemente concebidas para el lujo, fabricadas con los materiales más costosos, incluyendo maderas exóticas como el ébano Macassar, Amboina, palo de rosa o de carey y ébano dispuestos en taracea. En 1919 junto con Pierre Laurent fundó el Établissement Ruhlmann et Laurent. En 1925 los diseños de interiores y mobilarios de Ruhlmann causaron sensación en la Exposition Internationale des Arts Décoratifs et Industriels Modernes, con el pabellón Hôtel du Collectionneur de París. En 1929, Ruhlmann mostró una elegante sala de estudio que había diseñado para un príncipe heredero en el Salon des Artistes Décorateurs. El mobiliario de almacenamiento diseñado para la biblioteca fue adquirido por la actriz Jeanne Renouard. Estas piezas modulares de almacenamiento son las precursoras del sistema moderno de mobiliario. Ruhlmann también diseñó interiores estilizados para numerosas casas de la ciudad de París y la decoración de varias habitaciones en el Palacio de Élysée.